# Saunders-Roe Nautical 3

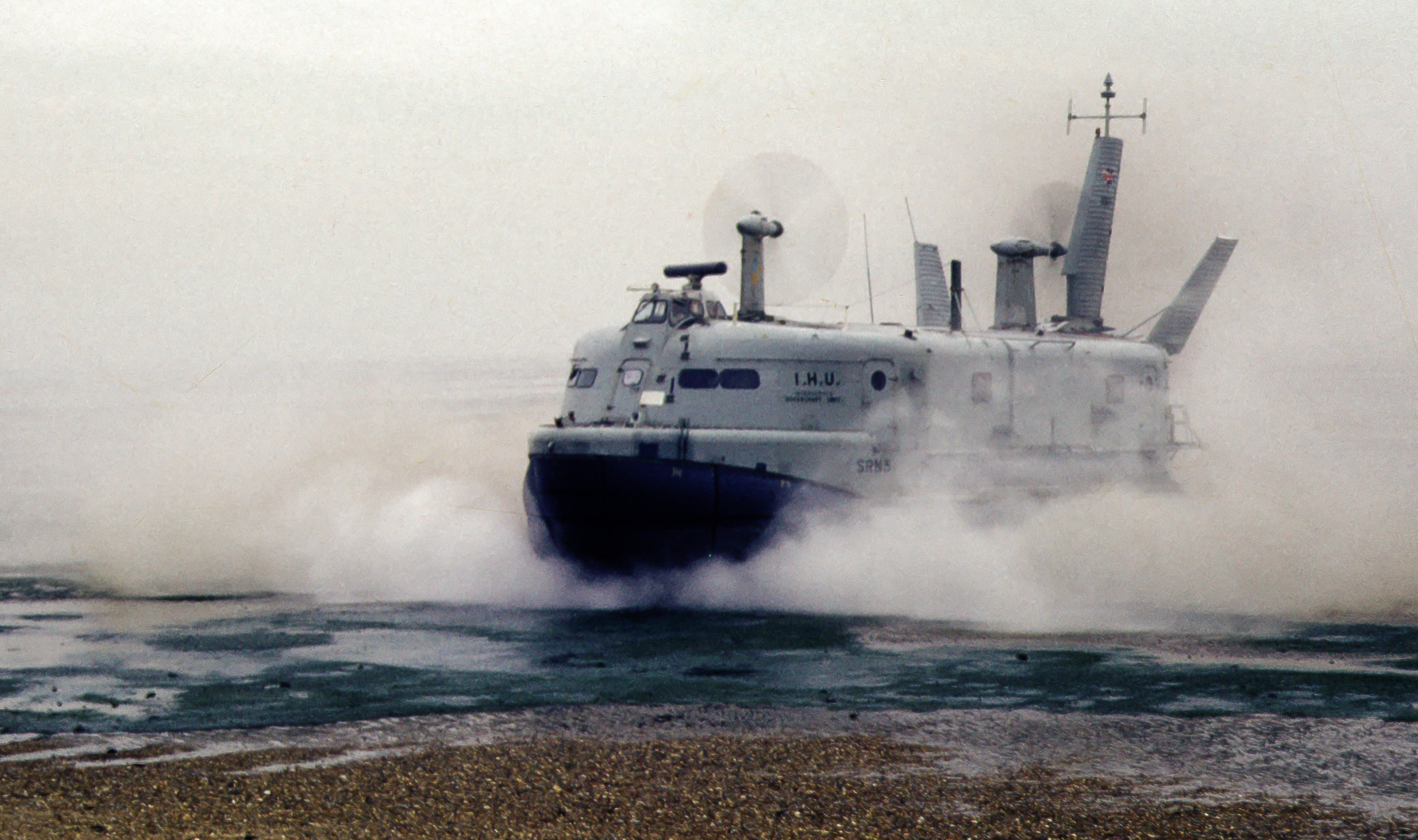
SR.N3

Le Saunders-Roe Nautical 3 (SR.N3) est un aéroglisseur construit par Westland/Saunders-Roe qui effectue son premier vol en 1963.

## Conception
D'une capacité de 37,5 tonnes, ces concepteurs visaient principalement un déploiement militaire. Propulsé par 4 turbomoteurs Bristol Siddeley marine "Gnome" et 2 turbines à gaz Rover, le SR.N3 avait une vitesse de croisière de 70 nœuds (130 km/h).
L'Unité des essais de Hovercraft Inter-Service britannique, basé à Browndown, Stokes Bay, a testé le SR.N3 dans une grande variété de conditions, y compris sur la glace. 

Le 16 septembre 1964, le SR.N3 est testé de manière satisfaisante dans un vent plein et par une mer formée avec des vagues de 1,8 mètre. 
Le SR.N3 n'est jamais entré en service et a fini par être utilisé pour des exercices de tir.

## Caractéristiques[2],[3]
- Longueur: 23,47 mètres
- Largeur: 9,30 mètres
- Hauteur (vol stationnaire) : 9,75 mètres
- Vitesse maxi: 70 nœuds (130 km/h)
- Endurance maxi: 9,5 heures
- Obstacle maxi ; 1,07 mètre
- Fossé maxi; 6,09 mètres
- Propulsion:  4 x turbomoteurs Bristol Siddeley marine "Gnome" de 671 kW (911 ch) chacun (2 pour l'ascension, 2 pour la poussée)
2 turbines à gaz Rover de 111 kW (150 ch) chacune
- Chargement maxi: 37 tonnes
- Équipage: 4